# 黃點若鰺
黃點若鰺，又稱星點若鰺，俗名為甘仔魚，為輻鰭魚綱鱸形目鱸亞目鰺科的其中一個種。

## 命名及分類
黃點若鰺首先由瑞典博物學家彼得·福斯克斯（Peter Forsskål）於1775年根據從紅海水域採集的標本進行描述。他將該物種命名為Scomber fulvoguttatus，因為在此期間，Carangidae尚未建立。該物種後來轉移到Caranx屬，然後轉移到Carangoides。該物種被多次獨立更名，第一次被吉爾伯特·珀西·惠特利（Gilbert Percy Whitley）稱為Tarrum emburyi，大約15年後，惠特利再次將魚分類至一個新的物種和屬名Ferdauia claeszooni，但這個屬很快與Carangoides同義。

## 分布
本魚印度太平洋區，包括東非、紅海、馬爾地夫、斯里蘭卡、印度、緬甸、泰國、越南、中國、台灣、馬來西亞、印尼、澳洲、新幾內亞、新喀里多尼亞、菲律賓、密克羅尼西亞、馬里亞納群島、馬紹爾群島、所羅門群島、斐濟群島、法屬波里尼西亞、夏威夷群島、復活節島、吉里巴斯等海域。

## 特徵
本魚體呈長橢圓形且側扁，幼魚體色略帶淺黃色調，成魚體色呈灰色。體色有黃色細小斑點，50公分以上的老成魚斑點消失。第一背鰭有硬棘7至8枚；第二背鰭有軟條20至29枚；臀鰭有硬棘2枚、軟條22至24枚；稜鱗數目約17至20枚。體長可達90公分。

## 生態
本魚棲息在沿岸礁石區，獨居或成群活動，屬肉食性甲殼類、頭足類及小魚為食。

## 經濟利用
就漁業而言，黃點若鰺具有中等重要性，通常由鉤線，刺網和各種陷阱捕獲，對於一些國家的釣魚者和捕撈者來說，本物種是非常重要的，如澳洲及南非。根據西澳大利亞皮爾巴拉地區的休閒捕撈量調查顯示，每年約有5噸魚被捕獲，約3噸被飼養或用作誘餌。一種優質的遊釣魚，幼魚也被認為是好的餐桌魚，隨著年齡的增長變得肉硬不甚可口，可作生魚片或切成薄片紅燒。